# Kenner (Louisiane)
Pour les articles homonymes, voir Cannes (homonymie).
La ville de Kenner (historiquement : Cannes-Brûlées) est située dans la paroisse de Jefferson, dans l’État de Louisiane, aux États-Unis. Sa population s’élevait à 66 702 habitants lors du recensement de 2010, estimée à 67 089 habitants en 2016.
Kenner fait partie de l’agglomération de La Nouvelle-Orléans.

## Transports
Kenner abrite l’aéroport international Louis Armstrong de La Nouvelle-Orléans.

## Source
- (en) Cet article est partiellement ou en totalité issu de l’article de Wikipédia en anglais intitulé « Kenner, Louisiana » (voir la liste des auteurs).